# 1871 en mathématiques
| Années des mathématiques : 1868 - 1869 - 1870 - 1871 - 1872 - 1873 - 1874    |
| Décennies des mathématiques : 1840 - 1850 - 1860 - 1870 - 1880 - 1890 - 1900 |

Cet article présente les faits marquants de l'année 1871 en mathématiques.

## Évènements
- Le mathématicien allemand Richard Dedekind donne la première définition des notions d'anneau et de corps en tant que sous ensemble des réels ou complexes.

## Naissances
- 5 janvier :

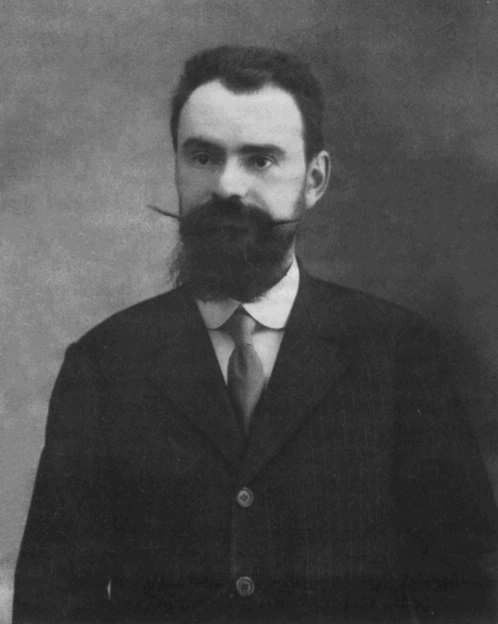
Federigo Enriques en 1914.

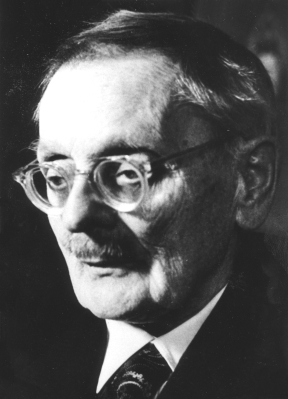
Ernst Zermelo

  - Federigo Enriques (mort en 1946), mathématicien italien.
  - Gino Fano (mort en 1952), mathématicien italien.
- 7 janvier : Émile Borel (mort en 1956), mathématicien et homme politique français.
- 4 mars : Boris Galerkine (mort en 1945), mathématicien et ingénieur russe.
- 13 mars : Jules Drach (mort en 1949), mathématicien français.
- 14 avril : Edgar Odell Lovett (mort en 1957), mathématicien américain.
- 13 juin : Ernst Steinitz (mort en 1928), mathématicien allemand.
- 27 juillet : Ernst Zermelo (mort en 1953), mathématicien allemand.
- 4 août : V. Ramaswamy Aiyer (mort en 1936), mathématicien indien.

- Vers 1871 : R. Ramachandra Rao (mort en 1936), fonctionnaire, mathématicien et activiste indien.

## Décès

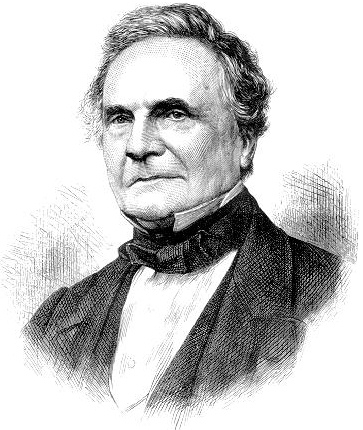
Charles Babbage

- 2 février : Henri Garcet (né en 1815), mathématicien français.
- 24 février : Julius Weisbach (né en 1806), mathématicien et ingénieur allemand.
- 18 mars : Auguste De Morgan (né en 1806), mathématicien britannique.
- 13 septembre : Carl Hierholzer (né en 1840), mathématicien allemand.
- 18 octobre : Charles Babbage (né en 1791), mathématicien britannique.
- 28 décembre : John Henry Pratt (né en 1809), mathématicien et spécialiste britannique de la géodésie.